# Lauxania capucina
Lauxania capucina är en tvåvingeart som först beskrevs av Ignaz Rudolph Schiner 1868.  Lauxania capucina ingår i släktet Lauxania och familjen lövflugor. Inga underarter finns listade i Catalogue of Life.